# Gran Premio de Cleveland

Mapa del circuito de Cleveland.

El Gran Premio de Cleveland (en inglés: Cleveland Grand Prix hasta 1991, Grand Prix of Cleveland desde entonces) es una carrera de monoplazas que se disputó desde 1982 hasta 2007 en un circuito de carreras semipermanente dentro del Burke Lakefront Airport en Cleveland, estado de Ohio, Estados Unidos. La carrera formó parte del calendario de la CART en todas sus ediciones; de la Indy Lights en 1987, en 1988, de 1989 a 1996, en 1998 y en 1999; y de la Fórmula Atlantic en 1997, en 1998 y de 2000 a 2007. Asimismo, la International Race of Champions disputó carreras como telonera en 1984 y 1990. Debido a la desaparición de la Champ Car a principios de 2008, el Gran Premio de Cleveland no se corrió ese año ni los siguientes. Los organizadores están buscando auspiciantes y negociando con la Indy Racing League para que la carrera retorne como parte de la IndyCar Series para temporadas futuras.
El Gran Premio de Cleveland se disputaba tradicionalmente el fin de semana siguiente al Día de la Independencia de los Estados Unidos, es decir el primer fin de semana de julio, sucediendo a la fecha en Portland y precediendo a la de Toronto. Varias veces tuvo lugar una semana antes o después de esa fecha, y llegó a disputarse la segunda semana de agosto en 1992 y la tercera semana de julio en 1993. Junto a la carrera en sí, se han celebrado conciertos de música, desfiles militares en conmemoración del Día de la Independencia y concursos de belleza.
Las ediciones 1982 y 1983 del Gran Premio de Cleveland fueron pactadas a 500 km, que duraron 3:03 y 2:51 respectivamente. Al igual que las carreras contemporáneas en Riverside, fueron las carreras de monoplazas estadounidenses en circuitos mixtos más largas de la historia. Las demás pruebas tuvieron duraciones típicas, de  300 a 350 km, con excepción de las ediciones 2002 y 2003, de 390 km.

## El circuito
A diferencia de Sebring International Raceway, el sitio funciona todo el año como pista de aterrizaje. La superficie de la pista es rugosa e irregular, lo que complica la circulación de los vehículos y exige una correcta puesta a punto de la suspensión.
Originalmente, la pista tenía 3990 metros de extensión. Durante las sesiones de práctica y clasificación de la edición de 1990, la chicana que precedía a la curva tres presentaba unos peligrosos baches. Para la carrera, se decidió saltarse la chicana y convertir a la curva tres en la primera. Este nueva combinación, de 3810 metros de longitud, se conservó para las carreras posteriores.

## Ganadores
| Año  | Piloto             | Automóvil              | Equipo      |
| ---- | ------------------ | ---------------------- | ----------- |
| 1982 | Bobby Rahal        | March Cosworth         | TrueSports  |
| 1983 | Al Unser           | Penske Cosworth        | Penske      |
| 1984 | Danny Sullivan     | Lola Cosworth          | Shierson    |
| 1985 | Al Unser Jr        | Lola Cosworth          | Shierson    |
| 1986 | Danny Sullivan     | March Cosworth         | Penske      |
| 1987 | Emerson Fittipaldi | March Chevrolet-Ilmor  | Patrick     |
| 1988 | Mario Andretti     | Lola Chevrolet-Ilmor   | Newman/Haas |
| 1989 | Emerson Fittipaldi | Penske Chevrolet-Ilmor | Patrick     |
| 1990 | Danny Sullivan     | Penske Chevrolet-Ilmor | Penske      |
| 1991 | Michael Andretti   | Lola Chevrolet-Ilmor   | Newman/Haas |
| 1992 | Emerson Fittipaldi | Penske Chevrolet-Ilmor | Penske      |
| 1993 | Paul Tracy         | Penske Chevrolet-Ilmor | Penske      |
| 1994 | Al Unser Jr        | Penske Ilmor           | Penske      |
| 1995 | Jacques Villeneuve | Reynard Cosworth       | Green       |
| 1996 | Gil de Ferran      | Reynard Honda          | Hall        |
| 1997 | Alex Zanardi       | Reynard Honda          | Ganassi     |
| 1998 | Alex Zanardi       | Reynard Honda          | Ganassi     |
| 1999 | Juan Pablo Montoya | Reynard Honda          | Ganassi     |
| 2000 | Roberto Moreno     | Reynard Cosworth       | Patrick     |
| 2001 | Dario Franchitti   | Reynard Honda          | Green       |
| 2002 | Patrick Carpentier | Reynard Cosworth       | Forsythe    |
| 2003 | Sébastien Bourdais | Lola Cosworth          | Newman/Haas |
| 2004 | Sébastien Bourdais | Lola Cosworth          | Newman/Haas |
| 2005 | Paul Tracy         | Lola Cosworth          | Forsythe    |
| 2006 | A. J. Allmendinger | Lola Cosworth          | Forsythe    |
| 2007 | Paul Tracy         | Panoz Cosworth         | Forsythe    |

| Año  | Piloto          | Automóvil |
| ---- | --------------- | --------- |
| 1984 | Cale Yarborough | Chevrolet |
| 1990 | Martin Brundle  | Dodge     |